# Castello di Monopoli
Das Castello di Monopoli, auch Castello Carlo V, ist eine kleine Festung in Monopoli in der italienischen Region Apulien, die in der Zeit der spanischen Vorherrschaft in der Stadt im 16. Jahrhundert erbaut wurde.

## Geschichte

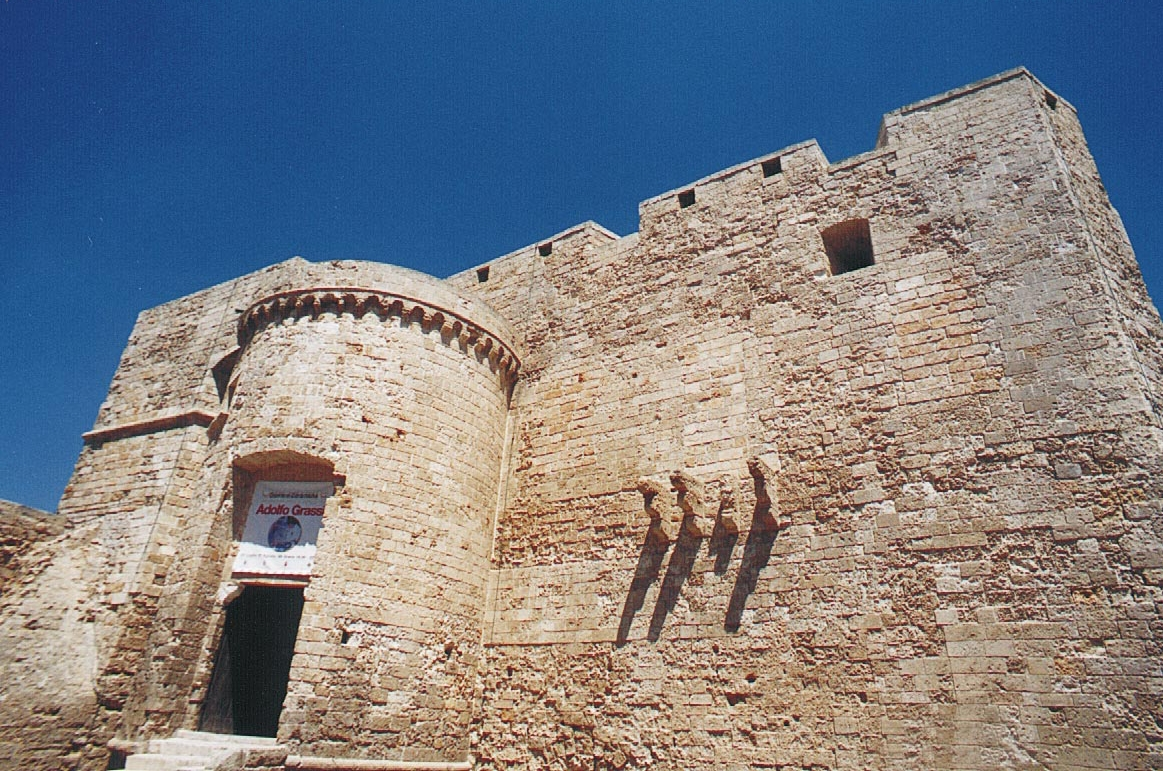
Zugang zur Festung von der Landseite aus; man beachte die Kanonenstände, die gegen die Stadt gerichtet sind, typisch für die ambivalente Funktion städtischer Festungen (Einschüchterung nach innen und Verteidigung nach außen).

Die Arbeiten zum Bau der Festung waren 1552 abgeschlossen: Die Festung war auf Geheiß von Kaiser Karl V. mit Blick auf ein System apulischer Küstenbefestigungen errichtet worden. Sie entstand auf einem kleinen Felsvorsprung (Punto Pinna) um die Kirche San Nicola in Pinna aus dem 10. Jahrhundert, die durch zwei zweistöckige seitliche Wachgebäude befestigt wurde, die wiederum auf den messapischen Mauern aus dem 5. Jahrhundert v. Chr. entstanden. Die archäologischen Untersuchungen der Soprintendenza Archaeologica di Puglia in den Jahren 1990–2010 haben jeden Zweifel daran beseitigt.
Das Werk wurde unter der Aufsicht des Vizekönigs Pedro Álvarez de Toledo zu Ende geführt oder – nach anderen Versionen – von Don Ferrante Loffredo.
In den 1600er-Jahren wurde die Festung erweitert und umgebaut: Das äußere Erscheinungsbild und die innere Aufteilung wurden grundlegend verändert, wodurch die von einem Gebäude, das hauptsächlich der Verteidigung diente zu einem Wohngebäude wurde.
In der ersten Hälfte des 19. Jahrhunderts wurde die Burg zu einem Schuldgefängnis und blieb es bis 1969. Nach und nach wurde sie aufgegeben und dient heute – nachdem sie in den 1990er-Jahren umfangreichen Erhaltungs- und Restaurierungsmaßnahmen unterzogen worden war – als Veranstaltungsort wichtiger Kulturveranstaltungen, wie Bilder-, Foto- und Filmausstellungen.

## Beschreibung
Der einfache Grundriss der Burg besteht aus fünfeckigen Bastionen, die sich auf fünf Seiten erheben. Die Zugbrücke über die der Hauptzugang zur Burg verläuft, liegt auf der Südwestseite, wo sich ein zylindrischer Turm erhebt, der später erbaut wurde und über eine kleine Rampe erreichbar ist. Gut angeordnet sind die zahlreichen Kanonenstände, die von den Dächern bis zur Wasseroberfläche, innerhalb und außerhalb des Hafens, verteilt sind. Beeindruckend ist die große Waffenkammer. Unter der Loggia sitzt das steinerne Wappen, versehen mit der Jahreszahl 1552 und dem Namen des Vizekönigs, der, wie bereits erwähnt, das Gebäude im Wesentlichen erbauen ließ.

## Innenräume

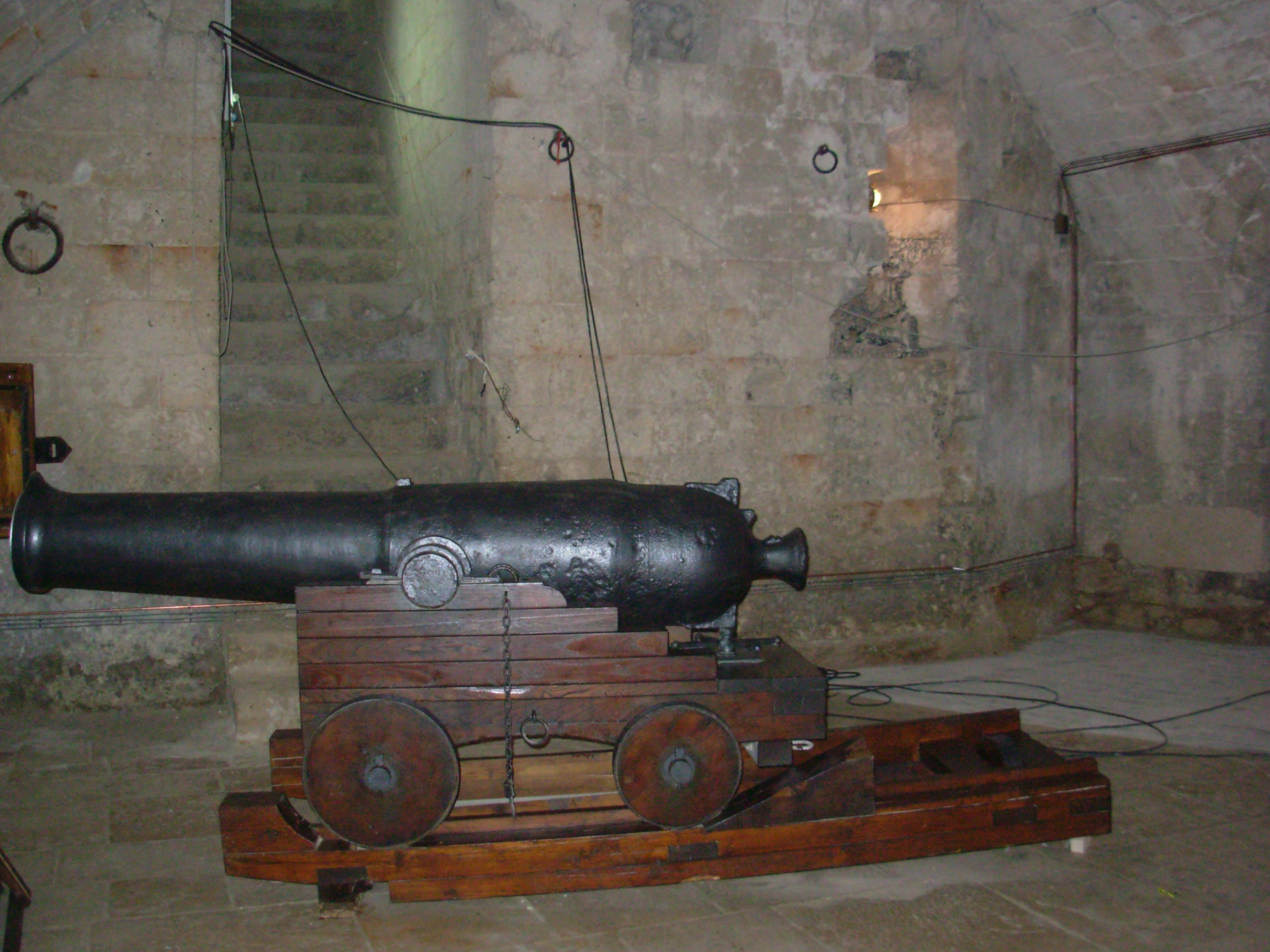
Waffenkammer: Kanonenstand namens „a pelo d’acqua“ (dt.: auf dem Wasser), bestückt mit einer eisernen, napoleonischen Haubitze von 1840 mit glattem Lauf und Lafette, komplett mit Kippvorrichtung, Rücklaufschlitten. Im Hintergrund, kaum sichtbar im Gegenlicht, die linke Ecke der römischen Pforte.

Es gibt zahlreiche künstlerisch und historisch interessante Elemente im Gebäude:
- Die Felsenkirche San Nicola in Pinna, die im 10. Jahrhundert von Sassone, einem Einwohner von Monopoli, erbaut wurde.
- Die große Waffenkammer, charakterisiert durch vier Kanonenstände „auf dem Wasser“, zwei auf das offene Meer gerichtet, zwei zum Hafen hin, belegt mit vier napoleonischen Haubitzen von 1400 kg mit Glattrohr aus der ersten Hälfte des 19. Jahrhunderts.
- Die Festung ist über einer großen, römischen Pforte aus dem 1. Jahrhundert v. Chr. erbaut, die in der Waffenkammer zu sehen ist. Sie ist ausgestattet mit zwei Wachgebäuden und zwei achteckigen Türmen darüber, die heute fast ganz in den Baukörper der Burg aus dem 16. Jahrhundert integriert sind. Die römischen Befestigungen fußen auf messapischen Mauern aus dem 5. Jahrhundert v. Chr., die sich ihrerseits im Bereich der Apsis der Kirche auf die Reste ein sehr altes Agger aus prähistorischer Zeit stützen.

Diese komplexe Entstehung der Festung wurde bei den archäologischen Untersuchungen ans Licht gebracht, die die Soprintendenza Archaeologica di Puglia (Dott. Miranda Carrieri) durchführte, von den Restauratoren des Ing. Francesco Selicato und nach der Fertigstellung der Restaurierung 2011 von Architekt Domenico Capitano. Sehr interessant und gut dokumentiert ist auch die Studie des Architekten Angelo Papio.

## Bemerkenswertes
- Ein unbekannter Geschichtswissenschaftler aus den 1700er-Jahren berichtete, dass zu seiner Zeit unter der Burg „Korallenfischerei“ betrieben wurde. Korallen scheinen in den Gewässern unter der Burg reichlich gesammelt worden zu sein.
- Martino Coquemont, ein Armeeoberst von Ferdinand IV. von Neapel, der in der Burg wohnte, starb 1773 mit ungefähr 100 Jahren.